# Mesogonia itaitubana
Mesogonia itaitubana är en insektsart som beskrevs av Young 1977. Mesogonia itaitubana ingår i släktet Mesogonia och familjen dvärgstritar. Inga underarter finns listade i Catalogue of Life.